# Klang Ruler
Klang Ruler（クラングルーラー）は、2014年に結成された日本の5人組バンド。2021年、ユニバーサルシグマからメジャーデビュー。

## 概要
2014年、yonkeyが幼なじみのSimiShoとバンドを結成。その後2人はかとたくみと専門学校のオープンキャンパスで出会い、同年に正式加入。2021年7月にGyoshi、やすだちひろが加入。男女混合バンドとなった。同年11月に「ビビデバビビ」でメジャーデビュー。

## メンバー
yonkey（ヨンキー）- ボーカル・キーボード
オリジナルメンバー。
プロデューサー、トラックメイカーとしても活動している。
やすだ ちひろ - ボーカル
2021年7月加入。MINT mate boxの元ベーシスト。
ソロでは、POLY（ポリ）名義で活動している。
SimiSho（シミショー）- ドラムス
オリジナルメンバー。
yonkey、かとたくみは専門学校の同級生。
yonkeyとは実家が隣同士だった。
かと たくみ - ベース
2015年加入。
yonkey、ShiniShoと同じ専門学校に通っていた。
Gyoshi（ギョシ）- ギター
yonkey、SimiShoより1学年先輩。
小学校3年生まで新体操とバレエをやっていて、Y字バランスができる。

## ディスコグラフィ

### デジタルシングル
太字は単曲での配信限定シングル、太字でないものはシングルやアルバム収録曲の先行配信。
| #                  | 発売日         | タイトル              | 規格                   | 初収録作品             | 備考 |
| ASOBIMUSIC         | ASOBIMUSIC     | ASOBIMUSIC            | ASOBIMUSIC             | ASOBIMUSIC             | ASOBIMUSIC                                                                                                 |
| ------------------ | -------------- | --------------------- | ---------------------- | ---------------------- | --- |
| 1st                | 2020年4月10日  | iCON                  | デジタル・ダウンロード |                        | |
| 2nd                | 2020年5月15日  | レイドバックヒーロー  | デジタル・ダウンロード |                        | |
| 3rd                | 2020年6月12日  | 曖昧とミーマイン      | デジタル・ダウンロード |                        | |
| 4th                | 2020年7月31日  | Be fin. (feat.空音)   | デジタル・ダウンロード |                        | |
| ユニバーサルシグマ |                |                       |                        |                        | |
| 5th                | 2021年11月10日 | ビビデバビビ          | デジタル・ダウンロード |                        | Rin音がゲスト参加。またMVには、ダンサーのMiyuとKoooyaが出演。                                              |
| -                  | 2021年12月24日 | タイミング 〜Timing〜 | デジタル・ダウンロード |                        | MIDNIGHT SESSION ブラックビスケッツのカバー。                                                              |
| 6th                | 2022年4月1日   | ジェネリックラブ      | デジタル・ダウンロード |                        | |
| 7th                | 2022年8月26日  | Set Me Free           | デジタル・ダウンロード | アルバム 『Space Age』 | |
| -                  | 2022年10月7日  | 渋谷で5時             | デジタル・ダウンロード |                        | MIDNIGHT SESSION 鈴木雅之・菊池桃子のカバー。                                                              |
| -                  | 2022年11月4日  | ジェネリックラブ2.0   | デジタル・ダウンロード | アルバム 『Space Age』 | |
| 8th                | 2022年12月2日  | ちょっとまって        | デジタル・ダウンロード | アルバム 『Space Age』 | |
| 9th                | 2023年2月24日  | 飛行少女              | デジタル・ダウンロード | アルバム 『Space Age』 | アルバム『Space Age』には、 「Space Age Edit」で収録。                                                     |
| 10th               | 2023年7月21日  | グッバイワールド      | デジタル・ダウンロード |                        | |
| 11th               | 2025年5月3日   | Teenage Blue          | デジタル・ダウンロード |                        | TikTokに投稿したデモ段階の音源が、 2週間で1000万再生を突破したことを受け、急遽フルバージョンが制作された。 |
| 12th               | 2025年7月9日   | ララバイ              | デジタル・ダウンロード |                        | |

### EP
| #   | 発売日         | タイトル            | 規格 | 備考 |
| --- | -------------- | ------------------- | ---- | --- |
| 1st | 2024年12月25日 | アンビリーバブル EP | 配信 | エンディングテーマを 担当するアニメ作品 『トリリオンゲーム』からインスパイアされた 書き下ろし楽曲を収録した作品。 |

### アルバム
| #   | 発売日        | タイトル  | 規格 | 品番      | 備考 |
| 1st | 2024年5月15日 | Space Age | CD   | UMCK-1769 |      |

## タイアップ
| 年     | 曲名             | タイアップ                                                                 |
| ------ | ---------------- | -------------------------------------------------------------------------- |
| 2023年 | グッバイワールド | BSよしもと『ブラマヨ小杉の「走れ! こすっちょ」』エンディングテーマ         |
| 2023年 | グッバイワールド | BSよしもと『亜生とナダルがゆる～く釣り旅やっちゃってる』エンディングテーマ |
| 2023年 | グッバイワールド | BSよしもと『ジュニア、伺う』エンディングテーマ                             |
| 2023年 | グッバイワールド | BSよしもと『空気階段の○山』エンディングテーマ                              |
| 2024年 | 君はファンタジー | ワコール Wing 「下着メーカーが本気でつくったブラトップ」篇 CMソング        |
| 2024年 | アンビリーバブル | テレビアニメ『トリリオンゲーム』エンディングテーマ                         |